# Кривенко, Семён Устинович
Семён Усти́нович Криве́нко (1909—1974) — красноармеец Рабоче-крестьянской Красной Армии, участник Великой Отечественной войны, Герой Советского Союза (1943).

## Биография
Семён Кривенко родился 1 марта 1909 года в селе Субботино (ныне — Шушенский район Красноярского края). После окончания двух классов школы работал сначала в колхозе, затем забойщиком на руднике. В декабре 1941 года Кривенко был призван на службу в Рабоче-крестьянскую Красную Армию. С марта 1942 года — на фронтах Великой Отечественной войны. К октябрю 1943 года красноармеец Семён Кривенко был стрелком 568-го стрелкового полка 149-й стрелковой дивизии 65-й армии Центрального фронта. Отличился во время битвы за Днепр.
17 октября 1943 года Кривенко, находясь в составе десантной группы, переправился через Днепр в районе деревни Щитцы Лоевского района Гомельской области Белорусской ССР и принял активное участие в её освобождении. Кривенко одним из первых ворвался в немецкие траншеи, был ранен в голову, но продолжал сражаться, убив в рукопашной схватке вражеского солдата, а затем забросав в траншее группу вражеских солдат.
Указом Президиума Верховного Совета СССР от 30 октября 1943 года за «образцовое выполнение боевых заданий командования на фронте борьбы с немецкими захватчиками и проявленные при этом мужество и героизм» красноармеец Семён Кривенко был удостоен высокого звания Героя Советского Союза с вручением ордена Ленина и медали «Золотая Звезда» за номером 1633.
В 1943 году Кривенко по ранению был демобилизован. Вернулся в родное село. Умер 7 июля 1974 года.
Был также награждён рядом медалей.